# Habo Laggkärlsfabrik
Habo Laggkärlsfabrik startades 1892 av August Carlsson. 1896 började hans bror Fritz Carlsson i företaget. Företaget växte till att bli Sveriges största laggkärlsfabrik. Produktionen bestod av laggade förvaringskärl för såväl hushåll som industri, tvättbaljor, badkar och blomkrukor i ek. På 1940- och 1950-talen gjordes 10 000-tals silltunnor till fiskindustrin samt tvättmaskiner och glassmaskiner. Stora träbehållare till kemisk industri och luttunnor till Vägverket tillverkades. På senare tid även plywoodtunnor. Företaget gick i konkurs 1962.